# 津之井站
津之井站（日语：／ Tsunoi eki */?）是位於鳥取縣鳥取市津之井字向上砂田271號，西日本旅客鐵道（JR西日本）的因美線車站。

## 歷史
- 1919年（大正8年）12月20日 - 因美輕便線鳥取站至用瀨站之間開通，此站啟用。
  - 當時車站地址是鳥取縣岩美郡津之井村余戶字向上砂田。
- 1922年（大正11年）9月2日 - 因應取消輕便線制度，因美輕便線改名為因美線，成為因美線車站。
- 1928年（昭和3年）3月15日 - 隨著因美南線開通，因美線改名為因美北線，此站成為因美北線車站。
- 1932年（昭和7年）7月1日 - 隨著鳥取至津山之間全線開通，因美北線編入至因美線的一部分，此站成為因美線車站。
- 1963年（昭和38年）
  - 4月1日 - 隨著町域名稱變更，車站地址變為鳥取縣岩美郡津之井村津之井字向上砂田[1]。
  - 4月22日 - 津之井村編入至鳥取市，車站地址變為鳥取縣鳥取市津之井字向上砂田[1]。
- 1987年（昭和62年）4月1日 - 伴隨國鐵分割民營化，車站由西日本旅客鐵道（JR西日本）營運。
- 1999年（平成11年）10月2日 - CTC化，隨著取消電氣路籤（牌）閉塞，此站成為無人車站（簡易委託）。

## 車站構造
車站是一座地面車站，設有1面2線的島式月台，可進行列車交會。於車站大樓對面的是2號月台為上下行本線，1號月台為上下行副本線和一線通過結構。車站大樓與月台之間設有站內平交道連接。此站引入列車進站廣播，但是只限駛進至2號月台的列車才會廣播，駛進至1號月台的列車不會廣播。
此站是由鳥取鐵道部管理的簡易委託車站。此站設有車站大樓。車站大樓內的售票櫃臺只限部分時段才營業。另外，在櫃臺關閉時段可使用乘車站證明票發行機。於閘口外設有男女分開的濕廁。

### 月台
| 月台 | 路線   | 上下行 | 方向                 |
| ---- | ------ | ------ | -------------------- |
| 1、2 | 因美線 | 下行   | 智頭、上郡、若櫻方向 |
| 1、2 | 因美線 | 上行   | 鳥取方向             |

- 所有通過列車，以及不需要列車交會的停站列車，均會使用2號月台。
- 在列車停靠此站時，同時相反方向列車需要通過時，停靠此站的列車會使用1號月台。
- 當兩個方向的停站列車進行交會時，首先進站的列車會停在1號月台，其次進站的列車會停在2號月台。

## 使用狀況
在2018年度的一年乘車人次為21.1萬人，推算出一日平均乘車人次為578人。
以下為近年乘車人次變化：
| 年度   | 一年總 乘車人次 | 一日平均 乘車人次 |
| ------ | --------------- | ----------------- |
| 2008年 | 24萬            | 658               |
| 2009年 | 22萬            | 603               |
| 2010年 | 22.6萬          | 619               |
| 2011年 | 23.4萬          | 639               |
| 2012年 | 24.5萬          | 671               |
| 2013年 | 24.5萬          | 671               |
| 2014年 | 24.9萬          | 682               |
| 2015年 | 21.6萬          | 590               |
| 2016年 | 22.2萬          | 608               |
| 2017年 | 22萬            | 603               |
| 2018年 | 21.1萬          | 578               |

## 車站周邊
- 鳥取警署（日语：鳥取警察署）桂木駐在所
- S mart（日语：エスマート (鳥取県)）津之井店
- AEON津之井店
- 津之井郵局
- 公立鳥取環境大學
- 鳥取縣立鳥取工業高等學校（日语：鳥取県立鳥取工業高等学校）
- 鳥取市立津之井小學（日语：鳥取市立津ノ井小学校）
- 鳥取市立津之井保育園
- 鳥取縣道194號津之井國府線（日语：鳥取県道194号津ノ井国府線）
- 鳥取縣道323号若葉台東町線（日语：鳥取県道323号若葉台東町線）（舊國道29號）
- 南榮工業團地
  - 大鳥機工（日语：大鳥機工）
  - 日本陶瓷器（日语：日本セラミック）

## 巴士路線
在站前的鳥取縣道323号若葉台東町線上設有津之井站前巴士站。
北行
- 日本交通（日语：日本交通 (鳥取)）
  - 經櫻谷口、内吉方 鳥取站方向
  - 經市立醫院（日语：鳥取市立病院） 鳥取站方向

南行
- 日本交通
  - 環境大學前、若葉台、郡家站前、安井、若櫻站前方向

## 相鄰車站
西日本旅客鐵道（JR西日本）
 因美線
鳥取－津之井－東郡家

## 注腳
1. 1 2   (PDF). 鳥取市報 (鳥取市政廳). 1963-05-05, (133): 2  [2019-10-21]. （原始内容存档 (PDF)于2019-10-20） （日语）.
2. ↑  鳥取市統計要覧

## 外部連結
- 津之井｜車站資訊：JR出門網 - 西日本旅客鐵道（日語）